# Filosofía de la enfermería
La filosofía de la enfermería es la reflexión sobre los fenómenos de la práctica del cuidado, concebido como eje fundamental de la enfermería y núcleo de su práctica profesión y base para la construcción del conocimiento, que permitan a la enfermería fundamentar su identidad y dar razón de su quehacer profesional. La filosofía de enfermería considera, desde el punto de vista antropológico, que la persona es el sujeto del cuidado y que éste implica interacciones intersubjetivas y experienciales que caracterizan a los participantes en la acción de cuidado: el profesional de enfermería, la persona cuidaba y su familia vistos como una totalidad.

## Disciplinas filosóficas y su relación con la enfermería
La filosofía de enfermería reflexiona sobre el cuidado de enfermería mediante las diferentes disciplinas filosóficas, como se puede ver a continuación:
| Pregunta o problema filosófico                                                        | Disciplina filosófica   | Objeto de reflexión desde la enfermería                                                                                      |
| ------------------------------------------------------------------------------------- | ----------------------- | --- |
| ¿Cuál es la esencia de la enfermería?                                                 | Ontología               | La esencia de la enfermería El cuidado como fundamento ontológico de la enfermería                                           |
| ¿Quién es el ser humano?                                                              | Antropología filosófica | La persona como sujeto de cuidado El profesional de enfermería como persona Fundamentos antropológicos del cuidado enfermero |
| ¿Qué se puede conocer?                                                                | Epistemología           | Fundamentos epistemológicos de la enfermería Cientificidad del conocimiento de enfermería Teorías del cuidado                |
| ¿Qué se debe hacer y por qué en el ámbito del cuidado?                                | Ética                   | Los valores profesionales Los códigos de ética Las virtudes del cuidado de enfermería                                        |
| ¿Qué es el arte? ¿Qué relevancia tiene la percepción y la sensibilidad en el cuidado? | Estética                | El arte del cuidado Percepción y sensibilidad como formas de conocer en enfermería                                           |

### Ontología
Las preguntas ontológicas de la enfermería giran en torno de la naturaleza, la amplitud y el objeto del cuidado. El cuidado como tal es el núcleo ontológico de enfermería y se muestra en los propios procesos enfermeros cuyo fin es proporcionar bienestar a la persona, en su proceso de salud-enfermedad, independientemente de la presencia o ausencia de salud. La finalidad esencial de la enfermería en la cual encuentra su plena realización es la búsqueda de la salud, del bienestar, la independencia y la trascendencia humana.

#### Influencia de Heidegger y la fenomenología hermenéutica
Desde la ontología de Heidegger, cuidar a una persona significa cuidarla en su mundo. El cuidado de enfermería significa considerar los significados que la persona cuidada atribuye a sus experiencias y establecer una relación tal que aquella reciba lo que va necesitando, como podría ser darle información, acompañarla o proporcionarle un estímulo para lograr su autocuidado. También significa preguntarle a la persona cómo vive su salud o su enfermedad para así entrar en diálogo, en conversar mutuamente, compartiendo enfermera y paciente su propio mundo interno, pues es mediante el lenguaje compartido donde no solo se oye, sino se escucha, donde ambos se hacen humanos. Solo a partir de esa relación dialógica es posible construir una relación humana de cuidado. En esta relación no se pueden cuidar personas aisladas de su entorno interno (personalidad, edad), de su entorno social (familiares, amigos, compañeros de trabajo) y de sus otros entornos (sociopolítico, cultural, físico).

### Antropología filosófica
Esta disciplina filosófica estudia al ser humano como una totalidad conformada por las dimensiones corpórea, simbólica (mental, cultural) y espiritual (trascendencia) y, desde la perspectiva de Scheler, considera a la persona con los atributos de libertad, alteridad, historicidad, adherencia a una jerarquía de valores y trascendencia.
Bajo esta perspectiva, toda acción de cuidado de enfermería se da en una relación interpersonal, ya que entender y percibir los significados particulares de las experiencias de las personas sobre sus procesos de ser saludable, de bienestar, de sufrimiento, de impotencia, de angustia, durante la enfermedad y en las transiciones de la vida, implica un acto personal consciente y hace participar a los actores del proceso. Por ello, todo cuidado de enfermería que considere persona tanto a la enfermera como al paciente implica un acto de consciencia, es decir, es intencional, no se da espontáneamente. La enfermera debe querer cuidar a las personas y no sólo atenderlas. La enfermera que cuida al otro conscientemente se reconoce como persona, ya que de otra manera no es posible encontrarse con él o ella, pues para hacerlo es necesario vaciarse temporalmente del juicio racional sobre su paciente, para poder acogerlo en su singularidad y escuchar atenta para comprender su experiencia total en el sentido que esa persona le otorga y acompañarlo en sus transiciones. Necesita también conocerse a sí misma. No solo conocerse, sino también comprenderse, aceptarse y actualizarse. Entonces, esta relación de cuidado se lleva a cabo mediante un encuentro de cuidado persona a persona, en el que la enfermera percibe poco a poco al otro como «tú», quien, desde la concepción de Buber, se va develando como ser, en sus valores y significados. El cuidado requiere también que la enfermera tenga la intención de cuidar al paciente, es decir, que conscientemente quiera cuidarlo, también se dé cuenta que la manera en que se percibe a sí misma influye en cómo percibe a su paciente y, finalmente, construya una relación de cuidado que pueda «transformar la realidad con amor altruista y que sane a su paciente y que la sane a ella».

### Epistemología

#### Intereses del conocimiento científico en enfermería
El positivismo y del pospositivismo en el siglo XX determinó el sentido de la filosofía de la ciencia, como reflexión de los propios científicos de distintas disciplinas, principalmente de las matemáticas y la física, tal como lo hicieron los integrantes del Círculo de Viena. Como reacción a esta corriente, denominada postura empírico analítica por Habermas, desde la fenomenología surgió otra postura, denominada postura fenomenológico hermenéutica, concebida para dar cabida a la subjetividad del ser humano en la construcción del conocimiento científico.  Asimismo, Habermas describe una tercera tendencia denominada sociocrítica, emparentada con la escuela de Frankfurt y el marxismo.  Cada una de estas tres perspectivas tiene un cierto tipo de interés respecto del conocimiento, a saber: 
- la empírico analítica tiene un interés técnico, al explicar los hechos para controlarlos y manipularlos técnicamente
- la fenomenológico hermenéutica tiene un interés práctico, orientado hacia la comprensión del ser humano, su sentido ético y relacional
- la sociocrítica tiene interés transformador y emancipador, ya que se enfoca en el conocimiento teórico y práctico que permita la liberación del ser humano de las condiciones de opresión en que vive.[10]

De estas tres corrientes sobre los intereses de la cienciaa, dependen a su vez las teorías de enfermería, como formas de concebir y generar conocimiento. 

#### Paradigmas de enfermería
Según Kerouac, las teorías de enfermería se clasifican en tres tipos de perspectivas: categorización, integración y transformación.
Para ella, un paradigma es una forma de entender y producir conocimiento de acuerdo a una cultura y época determinada. En este sentido, un paradigma en enfermería es el modo, culturalmente mediado, de producir conocimiento científico en la disciplina
Del paradigma racional, basado en el positivismo y el pospositivismo, se derivó el paradigma de categorización en enfermería, cuya representante, en el siglo XIX, fue Florence Nightingale. 
A partir del paradigma sociocrítico, basado en la filosofía critica de la Escuela de Frankfurt, se derivó el paradigma en enfermería de la integración, con varias escuelas de pensamiento, como son la de las necesidades (Henderson), el autocuidado (Orem), entre otras. 
Del paradigma hermenéutico, basado en la fenomenología, se originó el paradigma de la transformación, cuya principal representante es Jean Watson con su teoría del cuidado humanizado y (Leininger) con su teoría del Sol Naciente, o del cuidado transcultural.
Todas estas teorías van a enfatizar en algún grado en particular, ya sea el cuidado en sí mismo, la noción de persona, el entorno y la noción de salud. A estos conceptos se les llama núcleos básicos y a su conjunto metaparadigma de la enfermería. Cada teoría de enfermería depende del desarrollo de la ciencia y la tecnología y de las necesidades sociales y culturales de su tiempo y que estos desarrollos y fenómenos culturales se reflejaron a su vez en una forma particular de escuela filosófica. Por otra parte, el conocimiento en enfermería, como se observa en las teorías de enfermería, no solo depende de su época y cultura, sino que también, a diferencia del conocimiento en las ciencias físicas y naturales y en las ciencias sociales, no se deriva de la experimentación en laboratorios o de teorías previas, sino que más bien surge como una reflexión sobre la práctica o praxis del cuidado. Por tanto, la enfermería es una disciplina básicamente práxica, que genera conocimiento teórico, basándose en el pragmatismo, como escuela filosófica y en la praxis, concebida como una transformación de la realidad mediante su reflexión crítica.